# جولي ستيفنز
جولي ستيفنز (بالإنجليزية: Julie Stevens)‏ هي مقدمة تلفزيونية وممثلة بريطانية، ولدت في 20 ديسمبر 1936 في المملكة المتحدة.

## أعمال

### أفلام
- (1964) الاستمرار في كليو

## وصلات خارجية
- جولي ستيفنز على موقع IMDb (الإنجليزية)
- جولي ستيفنز على موقع ميوزك برينز (الإنجليزية)
- جولي ستيفنز على موقع أول موفي (الإنجليزية)
- جولي ستيفنز على موقع قاعدة بيانات الفيلم (الإنجليزية)